# Auguste Guenepin
Auguste Jean Marie Guenepin, né à Paris le 17 juin 1780 et mort à Paris le 5 mars 1842, est un architecte français, qui a exercé à Paris et aux environs sous la Restauration. Il était le fils d'Étienne François Edmé Guenepin (1752-24 décembre 1827) et de Marie Madeleine Delfau (1753-1808), marié avec Aimée Desenne.

## Biographie
- en 1805, il remporte le Grand Prix de Rome d'Architecture.
- de 1806 à 1810, il séjourne à Rome, en tant que pensionnaire de la villa Médicis, avec comme mission : la restauration de l'Arc de Titus.
- en 1811, il est nommé Sous-Inspecteur de l'abattoir de Montmartre.
- en 1820, il est nommé Inspecteur des travaux du Séminaire Saint-Sulpice.
- en 1822, il est nommé Architecte de la ville de Saint-Denis.
- en 1823, il crée une École d'Architecture (Atelier), dont les élèves obtiendront de nombreux succès (dont 2 Grands Prix de Rome d'Architecture) : Lequeux (1834) et Jean-Baptiste Guenepin, son petit cousin (1837).
- en 1830, il est nommé Architecte divisionnaire de la Préfecture de la Seine.
- en 1833, il est élu à l'Institut (Académie des Beaux-des-Arts).
- en 1835, il est nommé chevalier de l'Ordre royal de la Légion d'honneur.
- en 1835, il est élu Membre honoraire et correspondant de l'Institut des architectes britanniques.

## Distinctions
- Chevalier de la Légion d'honneur (1835).

## Principales réalisations
- Abattoir de Montmartre,
- Ancienne église Saint-Pierre de l'Île-Saint-Denis.
- Église Saint-Étienne de Noisy-le-Sec.
- "Veloutage" du Maître-Autel de l'église Saint-Thomas-d'Aquin à Paris.
- Restauration de l'église Saint-Germain-des-Prés à Paris.
- Séminaire Saint-Sulpice à Paris.
- Restauration de la chapelle Sainte-Anne de Notre-Dame-de-Paris.

## Famille
Parenté entre Auguste Jean Marie Guenepin et Jean François Jean-Baptiste Guenepin : 
- Estienne Guenepin (1676-1749), marié en 1698 à Françoise Hutinet (1666- )
  - Nicolas Guenepin (1705-1740), laboureur à Provenchères-sur-Meuse, marié en 1737 à Marguerite Louise Polin (1713-1746 )
    - Jean François Guenepin (1737-1788), orfèvre, marié à Paris en 1778 à Marie Vanelle(1744-)
      - Joseph François Clair Guenepin (1781-1845), gendarme dans l'armée Napoléonienne, instituteur, professeur, marié à Noli en 1806 à Maria Rosa Guidi (1783-1832)
        - Jean François Jean-Baptiste Guenepin (1807-1888), marié en 1843 à Madeleine Estelle Choquet (1812-1875)
        - Joseph Jean-François Guenepin (1809-1894), marié en 1842 à Marie Anne Paillet (1803-1855)

  - Jean François Guenepin (vers 1720-1781), conseiller du roi, avocat au parlement, marié en 1750 à Marie Courtier (1725-1792)
    - Étienne François Edmé Guenepin (1752-1827), avocat au parlement de Paris, marié à Paris en 1779 à Marie Madeleine Delfau (1753-1808)
      - Auguste Jean Marie Guenepin (1780-1842), architecte, marié en 1817 à Aimée Desenne (1795-1878)
        - Auguste Louis Jean Étienne Guenepin (1822-1890), architecte, marié en 1855 à Berthe Meunier(1831-1871)
          - Godebert Auguste Guenepin (1856-1928), magistrat, marié en 1891 à Louise Fenestre (1870-1962)
          - Jean Louis Gaston Guenepin (1860-1901), juriste, marié en 1895 à Marthe Ranchon (1871-1930)